# HD 17092
HD 17092 — звезда в созвездии Персея на расстоянии около 355 световых лет от нас. Вокруг звезды обращается, как минимум, одна планета.

## Характеристики
HD 17092 — звезда 7,73 видимой звёздной величины. Это оранжевый гигант, превосходящий по массе Солнце в 2,3 раза. Температура поверхности звезды составляет около 4650 кельвинов.

## Планетная система
В 2007 году группой астрономов, работающих с телескопом Хобби-Эберли, было объявлено об открытии планеты HD 17092 b в системе. Она представляет собой газовый гигант с массой, равной 4,6 массы Юпитера. Планета обращается почти по круговой орбите на расстоянии 1,29 а. е. от родительской звезды. Открытие было совершено методом Доплера.
| Планета | Масса (MJ) | Радиус (RJ) | Период обращения (дней) | Большая полуось орбиты (а. е.) | Эксцентриситет орбиты |
| ------- | ---------- | ----------- | ----------------------- | ------------------------------ | --------------------- |
| b       | 4,6±0,3    | ?           | 360±2,4                 | 1,29±0,05                      | 0,17±0,05             |